# كلمة رئيسية

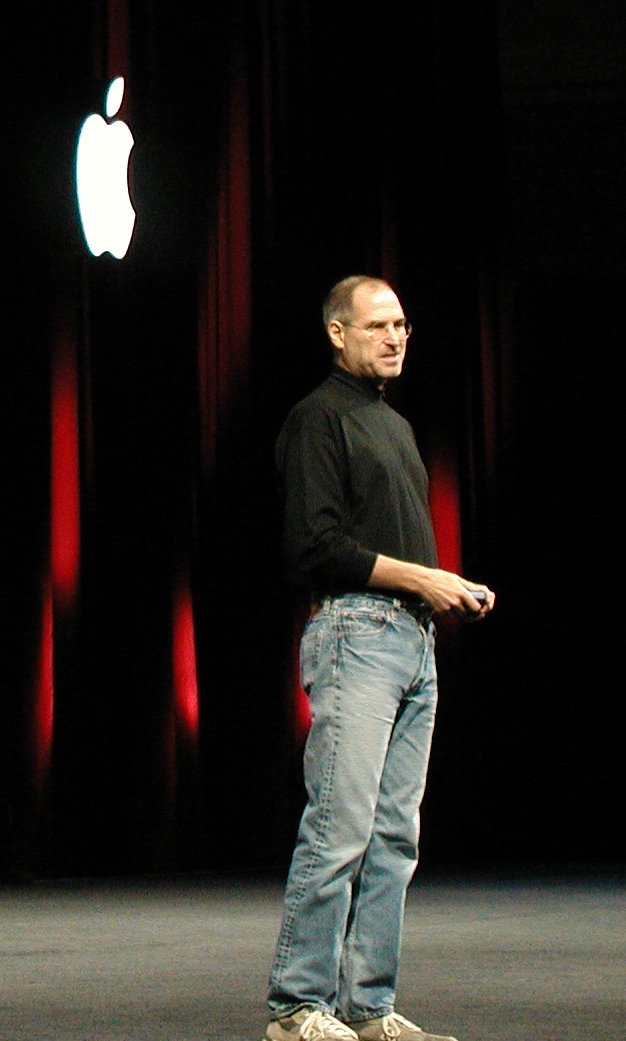

النغمة الرئيسية أي الكلمة الرئيسية (بالإنجليزية: keynote)‏ هو الكلمة الرئيسية في الخطاب، حيث تعلق أهمية أكبر على تسليم خطاب رئيسي أو عنوان رئيسي في الشركات أو البيئات التجارية. ويقوم الخطاب الرئيسي بتحديد الإطار الرئيسي لبرنامج الأحداث التالية أو جدول أعمال الاتفاقية التالية؛ في كثير من الأحيان، و سيتضمن دور المتحدث الرئيسي دور مشرف الاتفاقية. كما أنه سيثير فكرة أكبر - قصة أدبية أو قطعة موسيقية فردية أو حدث.
في المؤتمرات والمعارض السياسية أو الصناعية والمؤتمرات الأكاديمية، يتم تسليم العنوان الرئيسي أو الخطاب الرئيسي لتعيين النمط الأساسي وتلخيص الرسالة الأساسية أو أهم اظهار للحدث. بعض الخطب الرئيسية الأكثر شهرة في الولايات المتحدة هي تلك التي ألقيت في المؤتمرات الحزبية خلال الحملات الانتخابية الرئاسية للحزبين الديمقراطي والجمهوري. غالبًا ما اكتسب المتحدثون الرئيسيون في هذه الأحداث شهرة على مستوى البلاد (أو سمعتهم)؛ على سبيل المثال: باراك أوباما في المؤتمر الوطني الديمقراطي لعام 2004، وقد أثرت في بعض الأحيان على مجرى الانتخابات. وفي الساحة التجارية، ألقى ستيف جوبز خطابات رئيسية مؤثرة في إطلاق منتجات وأنظمة وخدمات أبل.
يتم أيضًا إلقاء الخطب الرئيسية في احتفالات التخرج والبدء في الكليات والجامعات والمدارس الثانوية الكبرى، وعادة ما يتم ذلك من قبل أكاديميين بارزين أو مشاهير مدعووين من قبل هيئة الطلاب.
غالبًا ما يتم اختيار المتحدثين الرئيسيين لزيادة الاهتمام بحدث معين، مثل مؤتمر أو اجتماع كبير قد تم برعاية شركة أو جمعية، وجذب الحضور لهذا البرنامج. إن اختيار متحدث رئيسي معروف بخبرته في مجال معين، أو لديه شهرة واسعة بسبب إنجازات أخرى متعلقة بهذا البرنامج، قد يثير الحماس بين الحاضرين المحتملين لاجتماع أو مؤتمر. تُستخدم كلمة الكلمة الرئيسية بشكل كبير كمرادف للجلسة العامة أو "الحديث المدعو"، مع وجود بعض المؤتمرات التي لها كلمة رئيسية افتتاحية، وكلمة رئيسية ختامية، والعديد من الكلمات الرئيسية الأخرى.
قد يعمل المتحدث الرئيسي بشكل مستقل، أو يمثله مكتب للمتكلمين، أو من خلال نموذج جديد من مصادر خارجية مثل موقع speakerwiki. في حالة تمثيل المتحدث من قبل مكتب المتحدثين التقليديين، عادة ما تتراوح العمولة مابين 25٪ و 30٪، وتكون الزامية؛ ومع ذلك، يتم تقبل هذا الامر بشكل تقليدي وأخلاقي من قبل المتكلم بدلا من العميل بحيث تبقى الرسوم ثابتة وبأسعار واضحة وشفافة للعميل.
يأتي مصطلح النغمة الرئيسية من ممارسة اسلوب كبلا الغنائي. مثل نغمة الdoo-wop أو المغنيين الحلاقين، الذين يلعبون نغمة موسيقية قبل الغناء. يحدد النغمة التي تم غناءها المفتاح الموسيقي الذي سيتم تنفيذ الأغنية فيه